# Evi Gkotzaridis
Evi Gkotzaridis, née Εύη Γκοτζαρίδη, « Évi Gotzarídi », est une historienne et écrivaine franco-grecque. Née à Thessalonique, elle grandit à Paris. Ses travaux portent sur l'histoire irlandaise et grecque du XXe siècle.

## Publications
- (gr)  Η ζωή και ο θάνατος του Γρηγόρη Λαμπράκη. Ένας ειρηνιστής στη δίνη του εμφύλιου διχασμού, εκδόσεις ΚΨΜ, 2023.
- (en) A Pacifist's Life and Death: Grigorios Lambrakis and Greece in the Long Shadow of Civil War, Cambridge Scholars Publishing, 2016.
- Trials of Irish History : Genesis and Evolution of a Reappraisal 1938—2000, Routledge, 2006.